# S.T.S./Diskografie
Diese Diskografie ist eine Übersicht über die musikalischen Werke der österreichischen Austropop-Band S.T.S.. Den Schallplattenauszeichnungen zufolge hat sie bisher mehr als 1,1 Millionen Tonträger verkauft, davon alleine in ihrer Heimat über eine Million. Ihre erfolgreichste Veröffentlichung ist das Album Grenzenlos mit über 250.000 verkauften Einheiten.

## Alben

### Studioalben
| Jahr | Titel            | Höchstplatzierung, Gesamtwochen, AuszeichnungChartplatzierungen (Jahr, Titel, Platzierungen, Wochen, Auszeichnungen, Anmerkungen) | Höchstplatzierung, Gesamtwochen, AuszeichnungChartplatzierungen (Jahr, Titel, Platzierungen, Wochen, Auszeichnungen, Anmerkungen) | Höchstplatzierung, Gesamtwochen, AuszeichnungChartplatzierungen (Jahr, Titel, Platzierungen, Wochen, Auszeichnungen, Anmerkungen) | Anmerkungen                                                         |
| Jahr | Titel            | DE | AT | CH | Anmerkungen                                                         |
| ---- | ---------------- | --- | --- | --- | ------------------------------------------------------------------- |
| 1981 | Gegenlicht       | — | AT— GoldAT | — | Verkäufe: + 25.000                                                  |
| 1984 | Überdosis G’fühl | — | AT1 ×2Doppelplatin · (34 Wo.)AT                                                                                                   | — | Verkäufe: + 100.000                                                 |
| 1985 | Grenzenlos       | — | AT1 ×5Fünffachplatin · (48 Wo.)AT                                                                                                 | — | Verkäufe: + 250.000                                                 |
| 1987 | Augenblicke      | — | AT1 Platin · (30 Wo.)AT | — | Verkäufe: + 50.000                                                  |
| 1990 | Jeder Tag zählt  | — | AT2 Platin · (16 Wo.)AT | — | Verkäufe: + 50.000                                                  |
| 1992 | Auf a Wort       | — | AT2 Platin · (16 Wo.)AT | — | Verkäufe: + 50.000                                                  |
| 1993 | Rosegger         | — | AT18 (8 Wo.)AT | — | mit Christian Kolonovits                                            |
| 1995 | Zeit             | — | AT1 Platin · (22 Wo.)AT | — | Verkäufe: + 50.000                                                  |
| 1998 | Volle Kraft      | — | AT2 Platin · (16 Wo.)AT | — | Verkäufe: + 50.000                                                  |
| 2003 | Herzverbunden    | — | AT1 Platin · (21 Wo.)AT | — | Nominierung für den Amadeus Austrian Music Award Verkäufe: + 30.000 |
| 2007 | Neuer Morgen     | — | AT1 Platin · (18 Wo.)AT | — | Verkäufe: + 20.000                                                  |

grau schraffiert: keine Chartdaten aus diesem Jahr verfügbar

### Livealben
| Jahr | Titel    | Höchstplatzierung, Gesamtwochen, AuszeichnungChartplatzierungen (Jahr, Titel, Platzierungen, Wochen, Auszeichnungen, Anmerkungen) | Höchstplatzierung, Gesamtwochen, AuszeichnungChartplatzierungen (Jahr, Titel, Platzierungen, Wochen, Auszeichnungen, Anmerkungen) | Höchstplatzierung, Gesamtwochen, AuszeichnungChartplatzierungen (Jahr, Titel, Platzierungen, Wochen, Auszeichnungen, Anmerkungen) | Anmerkungen        |
| Jahr | Titel    | DE | AT | CH | Anmerkungen        |
| ---- | -------- | --- | --- | --- | ------------------ |
| 1988 | Auf Tour | — | AT6 Platin · (8 Wo.)AT | — | Verkäufe: + 50.000 |
| 2000 | Live     | — | AT7 Gold · (15 Wo.)AT | — | Verkäufe: + 25.000 |

### Kompilationen

#### Best ofs
| Jahr | Titel                                       | Höchstplatzierung, Gesamtwochen, AuszeichnungChartplatzierungen (Jahr, Titel, Platzierungen, Wochen, Auszeichnungen, Anmerkungen) | Höchstplatzierung, Gesamtwochen, AuszeichnungChartplatzierungen (Jahr, Titel, Platzierungen, Wochen, Auszeichnungen, Anmerkungen) | Höchstplatzierung, Gesamtwochen, AuszeichnungChartplatzierungen (Jahr, Titel, Platzierungen, Wochen, Auszeichnungen, Anmerkungen) | Anmerkungen         |
| Jahr | Titel                                       | DE | AT | CH | Anmerkungen         |
| ---- | ------------------------------------------- | --- | --- | --- | ------------------- |
| 1989 | Gö, du bleibst …                            | — | AT18 ×2Doppelplatin · (12 Wo.)AT                                                                                                  | — | Verkäufe: + 100.000 |
| 1996 | Die größten Hits aus 15 Jahren              | — | AT5 ×2Doppelplatin · (39 Wo.)AT                                                                                                   | — | Verkäufe: + 100.000 |
| 2002 | Best of                                     | — | AT4 Platin · (26 Wo.)AT | — | Verkäufe: + 40.000  |
| 2011 | Das Beste aus über 30 Jahren Bandgeschichte | DE85 (2 Wo.)DE | AT11 Gold · (61 Wo.)AT | — | Verkäufe: + 10.000  |

Weitere Kompilationen
- 2009: Limitierte Edition (3CD-Box, Verkäufe: + 100.000, DE: Gold)

#### Sampler
| Jahr | Titel              | Höchstplatzierung, Gesamtwochen, AuszeichnungChartplatzierungen (Jahr, Titel, Platzierungen, Wochen, Auszeichnungen, Anmerkungen) | Höchstplatzierung, Gesamtwochen, AuszeichnungChartplatzierungen (Jahr, Titel, Platzierungen, Wochen, Auszeichnungen, Anmerkungen) | Höchstplatzierung, Gesamtwochen, AuszeichnungChartplatzierungen (Jahr, Titel, Platzierungen, Wochen, Auszeichnungen, Anmerkungen) | Anmerkungen        |
| Jahr | Titel              | DE | AT | CH | Anmerkungen        |
| ---- | ------------------ | --- | --- | --- | ------------------ |
| 1998 | Master series      | — | AT— PlatinAT | — | Verkäufe: + 50.000 |
| 2011 | Das Beste von STS  | — | AT19 (10 Wo.)AT | — |                    |
| 2015 | Austropop-Legenden | — | AT60 (2 Wo.)AT | — |                    |

Weitere Sampler
- 1990: Glanzlichter
- 2013: Krone-Edition (Neuauflage von Master series)

## Singles
| Jahr | Titel Album                                  | Höchstplatzierung, Gesamtwochen, AuszeichnungChartplatzierungen (Jahr, Titel, Album, Platzierungen, Wochen, Auszeichnungen, Anmerkungen) | Höchstplatzierung, Gesamtwochen, AuszeichnungChartplatzierungen (Jahr, Titel, Album, Platzierungen, Wochen, Auszeichnungen, Anmerkungen) | Höchstplatzierung, Gesamtwochen, AuszeichnungChartplatzierungen (Jahr, Titel, Album, Platzierungen, Wochen, Auszeichnungen, Anmerkungen) | Anmerkungen                                                          |
| Jahr | Titel Album                                  | DE | AT | CH | Anmerkungen                                                          |
| ---- | -------------------------------------------- | --- | --- | --- | -------------------------------------------------------------------- |
| 1984 | Fürstenfeld Überdosis G’fühl                 | DE25 (13 Wo.)DE | AT1 (14 Wo.)AT | CH14 (7 Wo.)CH | Manchesmal, B-Seite                                                  |
| 1984 | Irgendwann bleib i dann dort Grenzenlos      | — | AT3 (12 Wo.)AT | — |                                                                      |
| 1985 | Gö, du bleibst heut Nacht bei mir Grenzenlos | — | AT2 (14 Wo.)AT | — |                                                                      |
| 1985 | Warum? –                                     | — | AT1 (14 Wo.)AT | — | Erstveröffentlichung: 15. April 1985 als Teil von Austria für Afrika |
| 1986 | Großvater Grenzenlos                         | — | AT63 (1 Wo.)AT | — | Promotion-Single                                                     |

Weitere Singles
- 1979: Matter of Sex/With you
- 1981: Da kummt die Sunn
- 1981: Fahr auf’s Land mit mir
- 1981: Automaten-Karl
- 1981: Angsthas
- 1984: Überdosis G’fühl
- 1987: Mach die Aug’n zu
- 1988: ’s ganze Leben für’n Rock’n’Roll
- 1990: Jeder Tag zählt (Promo-Single)
- 1990: Wieder a Sommer (Promo-Single)
- 1992: So net
- 1992: Kommt die Zeit (Promo-Single)
- 1992: Kommt die Zeit
- 1994: Fahr auf’s Land mit mir (Promo-Single)
- 1995: Wohin die Reise (Promo-Single)
- 1995: Zeig mir dein Himmel
- 2003: Lass fließen die Zeit (Promo-Single)
- 2007: Ende nie (Download)[3]

## Videoalben
- 2006: Herzverbunden (AT: Platin)

## Statistik

### Chartauswertung
|                     | DE    | AT     | CH    |
| ------------------- | ----- | ------ | ----- |
| Nummer-eins-Alben   | DE—DE | AT6AT  | CH—CH |
| Top-10-Alben        | DE—DE | AT13AT | CH—CH |
| Alben in den Charts | DE1DE | AT18AT | CH—CH |

|                       | DE    | AT    | CH    |
| --------------------- | ----- | ----- | ----- |
| Nummer-eins-Singles   | DE—DE | AT2AT | CH—CH |
| Top-10-Singles        | DE—DE | AT4AT | CH—CH |
| Singles in den Charts | DE1DE | AT5AT | CH1CH |

### Auszeichnungen für Musikverkäufe
Anmerkung: Auszeichnungen in Ländern aus den Charttabellen bzw. Chartboxen sind in ebendiesen zu finden.
| Land/RegionAuszeichnungen für Musikverkäufe (Land/Region, Auszeichnungen, Verkäufe, Quellen) | Gold     | Platin       | Verkäufe  | Quellen           |
| -------------------------------------------------------------------------------------------- | -------- | ------------ | --------- | ----------------- |
| Deutschland (BVMI)                                                                           | Gold1    | —            | 100.000   | musikindustrie.de |
| Österreich (IFPI)                                                                            | 3× Gold3 | 22× Platin22 | 1.060.000 | ifpi.at           |
| Insgesamt                                                                                    | 4× Gold4 | 22× Platin22 |           |                   |